# 加拿大同性婚姻

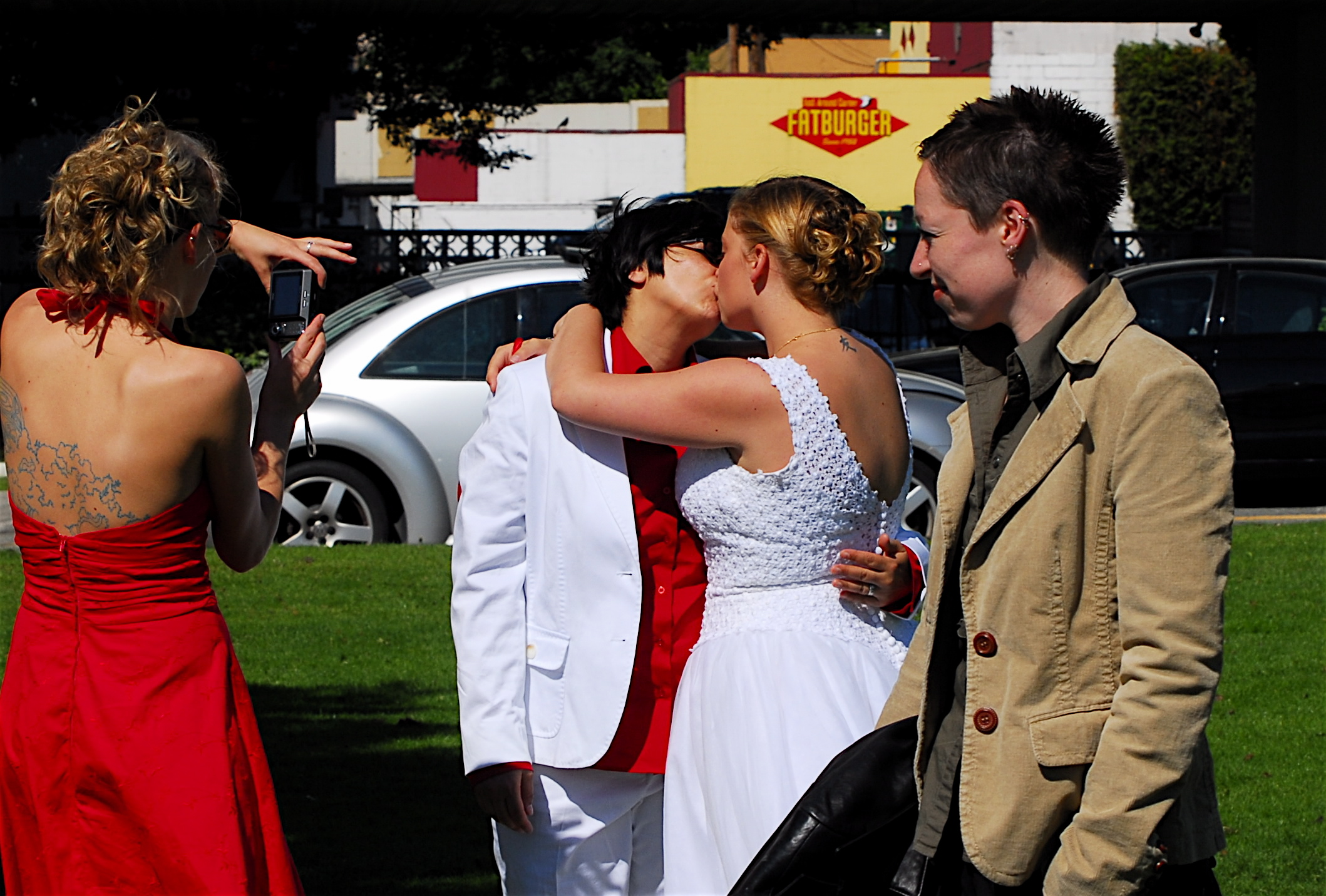
2007年在溫哥華英吉利灣舉行的一場女同性婚禮

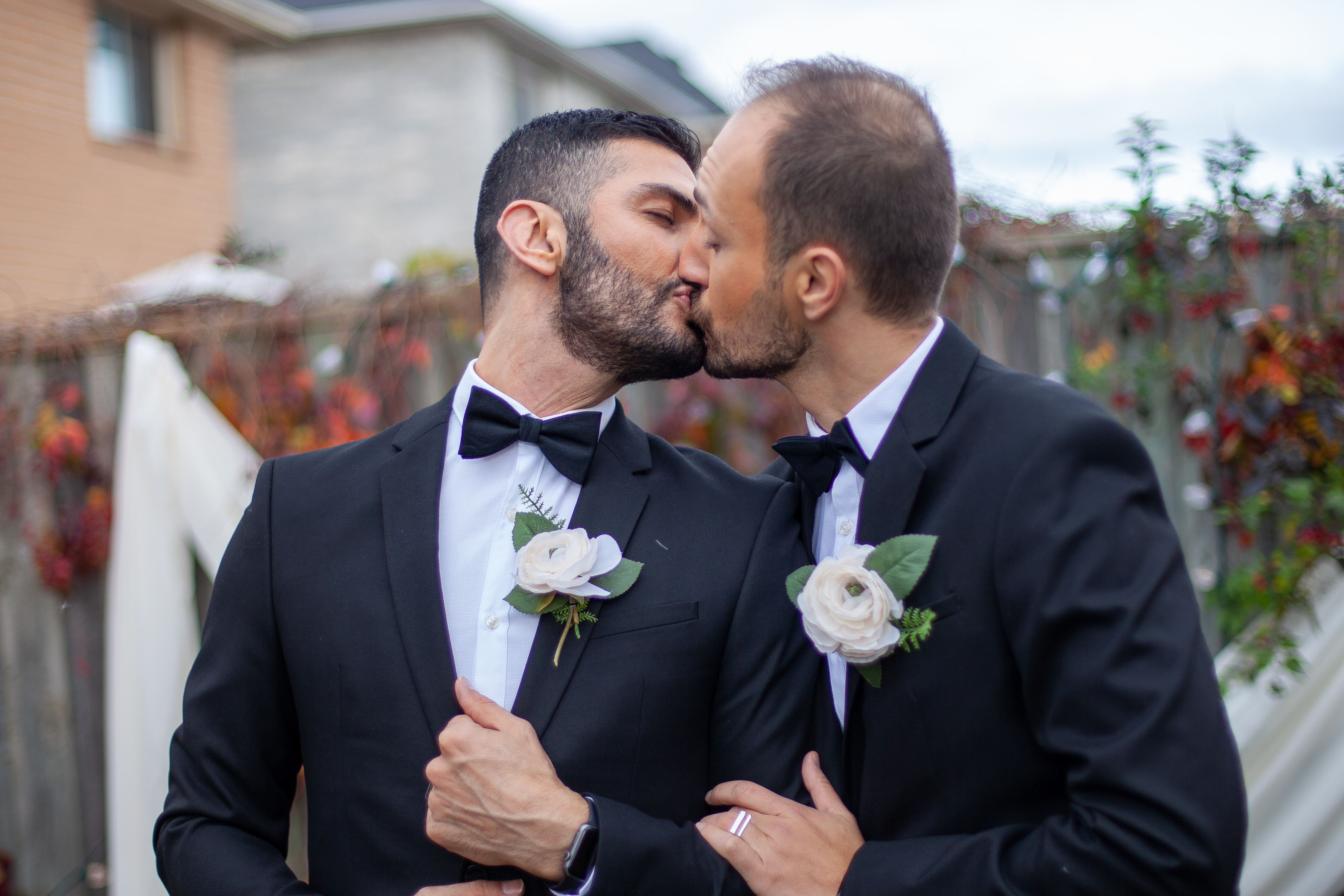
2020年在多倫多舉行的一場男同性婚禮

2005年7月20日，加拿大国会通过性別中立的《民事婚姻法令》（Civil Marriage Act），自此加拿大从联邦层面将同性婚姻合法化，這使得加拿大成為全球第四個在全國範圍內給予同性伴侶註冊結婚的國家，亦成為第一個將同性婚姻合法化的美洲國家，同時也是第一個同性婚姻合法化的北美洲國家。
早至1999年，加拿大即将大部分与婚姻相关的权益赋予同居的同性伴侣。在《民事婚姻法令》通过前，全国十个省和三个地区中的八个省及一个地区先后經由各法院裁決将同性婚姻合法化，覆盖全加近90%的人口，且有超過3,000对同性伴侣在这些地区登记结婚。
《民事婚姻法令》由加拿大总理马丁领导的自由党少數政府于2005年2月1日在加拿大国会下议院提出的，名為《C-38法案》（Bill C-38）。該法案於6月28日在下议院通过，随后于7月19日在上议院通过。緊接著第二天即获得了皇家御准。2006年聯邦大選後，加拿大总理哈珀領導的保守黨少數政府獲勝撃敗了已執政13年的自由党政府，下議院於2006年12月7日以175比123票否決了重新審議該問題的動議，保守黨政府亦沒有試圖推翻该法令，有效地再次確認了同性婚姻的合法性。這是三任总理（克里田、馬田、哈珀）領導下的三屆議會第三次投票支持同性婚姻。
| 政黨 | 政黨     | 贊成 | 反對 | 棄權 |
| ---- | -------- | ---- | ---- | ---- |
|      | 自由党   | 95   | 32   | 2    |
|      | 保守黨   | 3    | 93   | 0    |
|      | 魁人政團 | 43   | 5    | 2    |
|      | 新民主党 | 17   | 1    | 0    |
|      | 無党籍   | 0    | 2    | 0    |
| 總計 | 總計     | 158  | 133  | 4    |

| 政黨 | 政黨       | 贊成 | 反對 | 棄權 |
| ---- | ---------- | ---- | ---- | ---- |
|      | 自由党     | 41   | 5    | 2    |
|      | 保守黨     | 1    | 15   | 1    |
|      | 進步保守黨 | 2    | 0    | 0    |
|      | 新民主党   | 1    | 0    | 0    |
|      | 無党籍     | 2    | 1    | 0    |
| 總計 | 總計       | 47   | 21   | 3    |

## 各省的同性婚姻
同性婚姻分別於以下日期在各省受到法律認可：
- 安大略省，從2003年6月10日；
- 卑詩省， 從2003年7月8日；
- 魁北克省，從2004年3月19日；
- 育空地区，從2004年7月14日；
- 马尼托巴省，從2004年9月16日；
- 新斯科舍省，從2004年9月24日；
- 萨斯喀彻温省，從2004年11月5日；
- 纽芬兰省，從2004年12月21日；
- 新不伦瑞克省，從2005年5月23日；
- 2005年7月20日（經由《民事婚姻法令》）： 阿尔伯塔省、 爱德华王子岛省、 努纳武特地区及  西北地区。

請注意在一些情况下，婚姻在這些日期前已經被合法化（比如安大略省早在2001年就開始合法為同性伴侶執行同性婚姻），但是其法律的有效性受到質疑。而上面的日期表示該法律有效性最終被確定的日期。
安大略自由党省政府認可於2001年1月14日在多倫多執行的同性婚姻的決定，使得安大略省實際上成為全球第一個合法化同性婚姻的政府（荷蘭和比利時分別於2001年4月及2003年6月才合法化同性婚姻）。

## 概要

2005年7月20日全國同性婚姻合法化前承認同性婚姻的省份和地區
承認
不承認

在聯邦《民事婚姻法令》生效前，同性婚姻均是由當地的省級或地区級法院判决禁止同性婚姻的法律違憲而實現的。此後，很多同性伴侶在這些省獲得結婚證書。如同異性伴侶一樣，他們無需成為這些省的居民就可以在這些省份結婚。
但是這些同性戀婚姻證書很大程度上是只具有中間階段的法定資格。根據加拿大憲法，婚姻的定義是聯邦政府的責任——這點在2004年12月9日，加拿大最高法院就「關於同性婚姻」釋法的時候進行了確認。但此後直到2005年7月20日，聯邦政府仍沒有通過一项法律確定最近各省法院的判決。在《C-38法案》通過前，在四個管轄區內，婚姻的定義並沒有被法院裁決為違憲，但在其他九個管轄區則被判決無效。鑑於最高法院的裁決，加拿大法律先例的作用和整體的法律環境，其他四個管轄區也很可能會將同性婚姻進行合法化。事實上，在聯邦律師已經不再質疑這些裁決的情況下，只有阿尔伯塔省進步保守黨省政府仍然正式反對。阿尔伯塔省省長简欣威脅將引用《加拿大人權利與自由憲章》中的但書條款（notwithstanding clause）來阻止同性婚姻在該省被合法化。
2003年6月17日，聯邦自由黨總理克里田宣布將提交議案，將同性婚姻合法化。草擬的《C-38法案》於2003年7月17日由自由黨司法部長Martin Cauchon公佈。在法案遞交議會前，聯邦內閣將草案作為指引問題（reference question），提交給最高法院（「關於同性婚姻」，Re Same-Sex Marriage），詢問高院只把婚姻限定給異性戀夫婦是否符合《加拿大人權利與自由憲章》，或者是如果同性的公民結合是否可以是另外一個可供選擇的方案。2004年12月9日，加拿大最高法院裁決，同性間的婚姻是合憲的，聯邦政府有唯一權限可以修改婚姻的定義，以及《憲章》保證宗教自由的條款可以允許宗教組織擁有拒絕為同性伴侶執行婚禮的權利。
在最高法院作出決定之後，司法部長歐文·考特勒於2005年2月1日引入《C-38法案》，以在全國範圍內合法化同性婚姻。雖然剛繼任了克里田不久的自由黨總理马丁支持該法案，但他也允許下議院的議員就此自由投票。若法案不獲通過，已經合法化的省份和地區將維持已經合法的同性婚姻，而其他省份和地區將很可能看到開始出現法律訴訟來爭取在剩餘行政管轄區內將同性婚姻合法化。除非議會根據《加拿大人權利與自由憲章》的豁免條款通過法令來限制婚姻之存在於異性間，或者如同幾個保守宗教團體或政治家建議的，將「婚姻之定義為一男一女之結合」加入到加拿大憲法當中，否則這種趨勢難以逆轉。考慮到當時下議院的組成成員，這些可能性都非常小。保守的阿爾伯塔省省長简欣提出的將這個問題交由公投解決的建議被下議院官方反對黨聯邦保守党、魁人政團和聯邦新民主党的黨魁所拒絕。

## 歷史

### 法院裁決
在1999年，加拿大最高法院在「M. v. H. [1999] 2 S.C.R. 3」一案中裁定在加拿大的同性伴侶有權得到與婚姻有關的多項經濟和法律福利。但是這個裁決卻止步在給予他們完整的合法婚姻權上。很多影響伴侶的法律在省政府級別而不是聯邦政府級別生效。結果，同性伴侶的權利根據各省的情況而不同。
2002年和2003年，安大略省、魁北克省、卑詩省的高院都裁決將婚姻限制在異性之間違反《加拿大權利與自由憲章》的平等條款。
- 安省，審訊庭裁決：「Halpern v. Canada (Attorney General) 95 C.R.R. (2d) 1」（安省高院，2002年7月12日）
- 魁北克省：「Hendricks v. Quebec [2002] R.J.Q. 2506」（魁北克高院，2002年9月6日）
- 卑詩省：「Barbeau v. British Columbia 2003 BCCA 251」（卑詩省上訴庭，2003年5月1日）

上述的這些法案裁決都將無效性聲明的效力暫停兩年，以允許聯邦法院考慮對這些裁決的反應。但是，2003年6月10日，安省上訴法庭就「Halpern」一案的上訴作出裁決。法庭認同下一級法院關於傳統婚姻的定義具有歧視性，同性婚姻是法律允許的。但是，不同於以上的三個裁決，上訴庭並沒有暫緩其決定以允許議會考慮這個議題。相反，法院裁決同性婚姻在全安省立即有效。
此前上訴的聯邦自由政府在上訴庭作出決定後，總理克里田於2003年6月17日宣布聯邦政府不會上訴至聯邦最高法院，相反，他的政府將會草擬《民事婚姻法令》，並交給高院諮詢其意見。

## 同性伴侣的其它权益

### 其它形式结合
加拿大同性伴侣被赋予了大多数与异性伴侣一样的权利。1999年，加拿大最高法院判决同性伴侣必须享有同居伴侣应有的权利。

### 移民
加拿大公民及移民部认可申请移民的外国公民与加拿大公民或加拿大永久居民在加拿大注册的同性婚姻。移民部亦认可国外同居的同性伴侣所申请的家庭移民，但是要求同性伴侣提供法律证明且同居一年或以上。
在民事婚姻法令通过后，移民部通过了不认可在加拿大以外注册的同性婚姻的内部政策。比如尽管加拿大与荷兰的同性婚姻均合法且加拿大承认荷兰的同性婚姻，但是在荷兰与伴侣注册的加拿大公民或永久居民不能凭支持他的伴侣移民加拿大。2006年12月12日，新民主党国会议员苗锡诚在国会下议院发起提案，要求公民及移民部立即废除歧视同性婚姻的内部政策并“在移民事务上立刻如承认异性婚姻一样承认于加拿大外注册的同性婚姻”。该提案得以通过。2007年2月，公民及移民部网站更新并废除了原歧视政策。

### 兵役
自2003年9月起，军队里的牧师被允许予同性伴侣祝福并举行典礼。

## 离婚
在加拿大否认同性婚姻或异性婚姻，两人中至少一人在加拿大连续居住一年以上且在申请离婚时居住在加拿大方可申请离婚。这意味着只为到加拿大结婚的伴侣在将来可能无法在加拿大申请离婚。如果两者均不居住在加拿大，伴侣需要在居住地申请离婚。

## 宗教
根据2001年人口统计，超过80%的加拿大人信仰亚伯拉罕诸教（基督教、犹太教和伊斯兰教）。
2003年7月，罗马天主教反对加拿大总理克里田政府将同性伴侣纳入民事结合。由于罗马天主教是加拿大第一大宗教，有43.6%的加拿大人为教徒，所以教会的态度对加拿大社会影响巨大。同时教庭呼吁信仰天主教的政治家应该基于个人信仰而不是党派政策来投票。
此後，在一片民意反彈聲中，教會在這個問題上保持了沉默。直到2004年年底，兩名天主教主教明確表示反對同性婚姻。卡爾加里主教弗雷德里克·亨利，在一封牧函中呼籲天主教徒回擊同性婚姻立法，稱同性性行為是「邪惡之舉」。亨利主教的信件也似乎敦促取締同性性行為。信中說道：「既然同性性行為、通姦、賣淫和色情破壞家庭的基礎，社會的基石，那麼國家應該使用其強制力來禁止或虛弱他們，以保護公眾利益。」兩個人權組織很快根據《阿爾伯塔省人權法案》向亨利提告。其中之一在調解階段撤訴。
但也有一些主要宗教團體發聲支持同性婚姻。國內最大的新教教派加拿大聯合教會就為同性伴侶提供教堂婚禮。統一世界教會、朋友宗教社會（貴格會）以及大都會社區教會都支持同性婚姻。一些進步的猶太教教會和聖公會也為同志伴侶舉行教堂婚禮。

## 民意調查
2012年，由論壇調查（Forum Research）發布的民調顯示，66.4%的加拿大人贊成合法化同性婚姻，33.6%反對。對同性婚姻支持度最高的是魁省（72%）和英屬哥倫比亞省（70.2%），最低的是阿爾伯塔省（45.6%）。
益普索（Ipsos）在2013年5月在16個國家進行的一份調查發現，加拿大63%的受訪者贊同同性婚姻，另外有13%的人支持其他形式的同性結合。